# Charles Victor Eugène Lefebvre
 (octobre 2018).
Si vous disposez d'ouvrages ou d'articles de référence ou si vous connaissez des sites web de qualité traitant du thème abordé ici, merci de compléter l'article en donnant les références utiles à sa vérifiabilité et en les liant à la section « Notes et références ».
Pour les articles homonymes, voir Lefèvre (patronyme).
Charles Victor Eugène Lefebvre, né le 16 octobre 1805 à Paris où il est mort le 17 mai 1882, est un peintre français.

## Biographie
Charles Victor Eugène Lefebvre naît le 16 octobre 1805 à Paris. 

### Carrière
Il entre à l’école des Beaux-Arts de Paris en 1821 sur recommandation d’Alexandre-Denis Abel de Pujol. Dès 1827 il expose au Salon de peinture et de sculpture des portraits et des sujets historiques qui lui valent un certain succès comme l’attestent les nombreux achats de l’État destinés aux musées et bâtiments publics. Son abondante production religieuse, assez rare sur le marché de l’art, est principalement due aux commandes officielles pour des églises, tel que Saint-Louis-en-l’Île, Saint-Pierre-de-Chaillot, Saint-Paul-Saint-Louis, à Paris, mais également dans de nombreuses églises de province.
Il est fait chevalier de la légion d'honneur. 
Il peint sur des sujets religieux en utilisant la technique de la peinture à l'huile. En 1830, il peint le tableau Sainte-Madeleine, représentant une femme qui regarde vers le haut et s'appuie contre une tête de mort. Le tableau est une étude pour la Sainte-Madeleine, de l’église Saint-Paul-Saint-Louis, commandé par l’État au milieu du XIXe siècle à une date inconnue. Charles Lefebvre réalisera également un Saint Jérôme pour cette même église. Marie-Madeleine, disciple du Christ, vit retirée à Sainte-Baume dans le sud de la France. Elle est représentée ici en pénitente dans un dénuement le plus total, assise sur une paillasse dans une grotte, les évangiles posés sur ses genoux, en train de prier. Cette esquisse peinte est très proche de la composition définitive. Cependant l’artiste a choisi dans l’œuvre définitive un arrière plan différent, plus ouvert sur la nature. La position de la Madeleine reste identique.

## Vie privée
Charles Victor Eugène Lefebvre a un fils avec Claire Brugière de Sorsum, le 19 juin 1843 qui est le compositeur Charles Lefebvre. Claire Brugière de Sorsum, qui meurt en 1843, est la fille du baron Antoine Brugière de Sorsum (1773-1823).

## Mort
Il meurt le 17 mai 1882 à Paris et est inhummé au cimetière du Père-Lachaise au 20e arrondissement de Paris, près de la tombe de sa femme.

## Œuvres
Ses tableaux se vendent aux enchères d'art pictural. Il peint aussi des personnes connues telles que le cardinal Guillaume Dubois, Lazare Hoche et d'autres. 

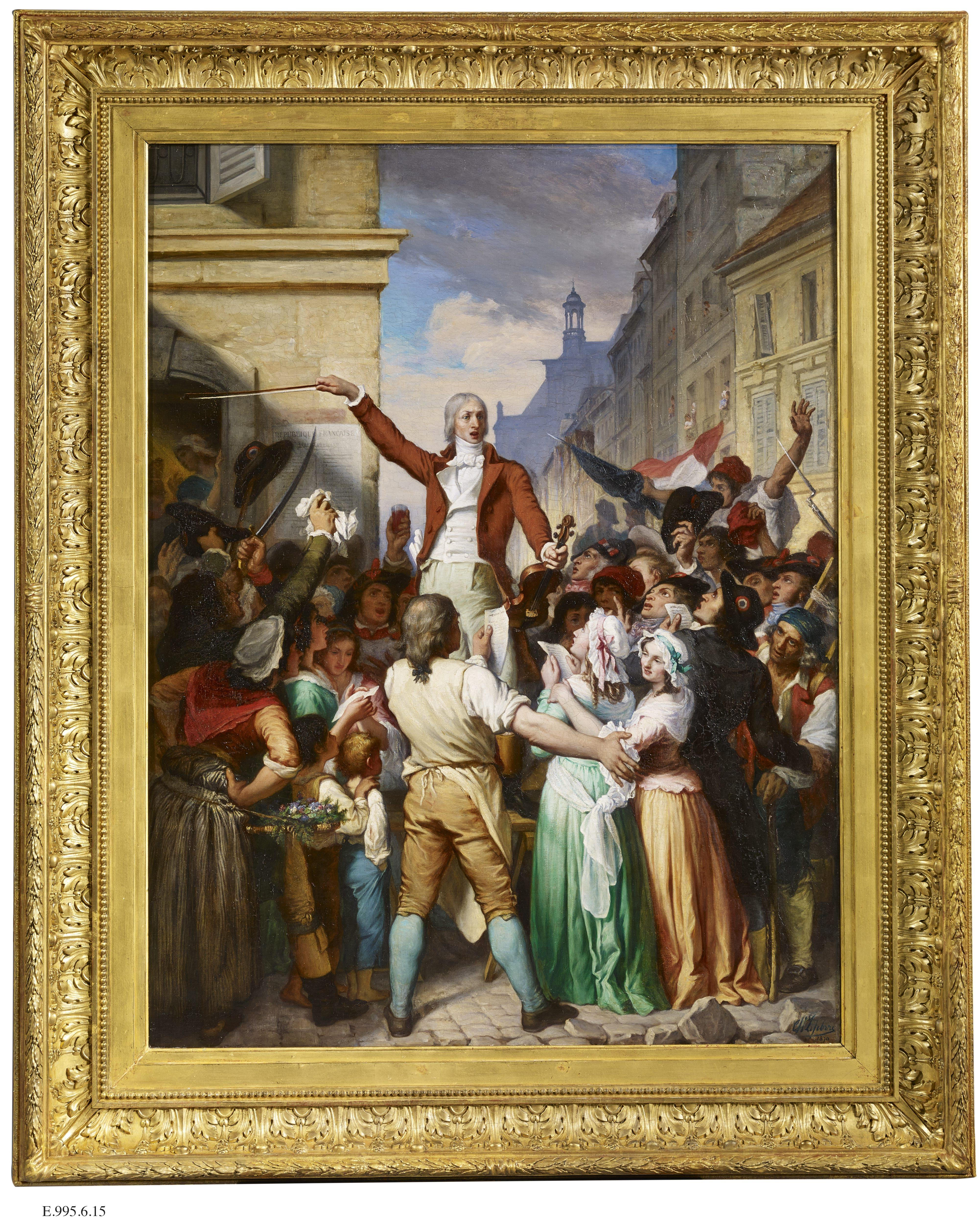
Méhul enseignant les chants patriotiques au peuple de Paris.
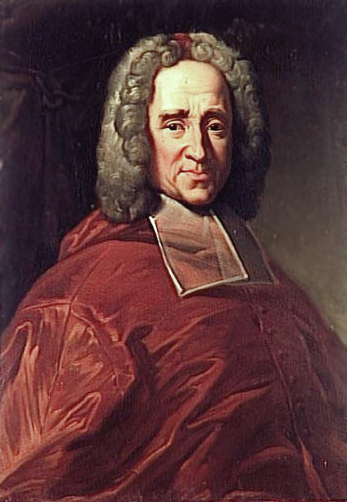
Portrait, Le Cardinal Guillaume Dubois

### Nom des tableaux
| Titre                          | Date | Dimension      | Support |
| ------------------------------ | ---- | -------------- | ------- |
| La mort de Lucrèce             | 1873 | 180,5 x 131 cm | Huile   |
| Le Marchand d'Armes            | ?    | 55 × 40 cm     | Huile   |
| Sainte Madeleine               | 1830 | 41 × 33 cm     | Huile   |
| Diogène dans l'agora d'Athènes | ?    | 32 × 40,5 cm   | Huile   |